# Devics József
Devics József (Hercegszántó, 1929. július 7. – Budapest, 1979. július 26.) közgazdász, egyetemi tanár, a közgazdaságtudomány kandidátusa (1957).

## Élete
Középiskolai tanulmányait Baján végezte, majd a budapesti Közgazdasági Főiskola hallgatója. 1948 és 1951 között tanársegéd volt a Gazdasági és Műszaki Akadémia politikai gazdaságtan tanszékén, később a politikai gazdaságtan főelőadója lett a szentendrei Műszaki Tisztiiskola társadalomtudományi tanszékén. 1953-tól aspiráns a moszkvai Állami Lomonoszov Egyetem Közgazdasági Karának politikai gazdaságtan tanszékén. 1957 őszén került a Budapesti Műszaki Egyetemre (BME), a politikai gazdaságtan tanszékvezetőjeként. 1965-ig volt tanszékvezető docens, 1965. augusztus 1-jétől tanszékvezető egyetemi tanárként munkálkodott. 1964-től 1969-ig rektorhelyettese volt a BME Központi Oktatási Egységeinek, valamint a nemzetközi gazdasági együttműködéssel foglalkozó tanszéki kutatócsoport vezetője. Számos publikációját közölték különböző közgazdasági és ideológiai szakfolyóiratok, itthon és külföldön egyaránt. Tartott előadásokat több hazai és nemzetközi tudományos fórumon.

## Főbb művei
- A szocializmus politikai gazdaságtana (társszerzőkkel, Bp., 1959)
- Politikai gazdaságtan ábrákban és táblázatokban (Kerékgyártó Györggyel és Marjanek Károlynéval, Bp., 1965)
- A műszaki fejlesztés lehetőségei az új gazdasági mechanizmusban (Valach Irmával, (Bp., 1968)
- Politikai gazdaságtan. Szemléltető politikai gazdaságtan (Bp., 1981)